# Cerkiew Świętej Trójcy w Święcianach
Cerkiew Świętej Trójcy – prawosławna cerkiew w Święcianach, wzniesiona w 1898. Świątynia parafialna, w dekanacie wisagińskim eparchii wileńskiej i litewskiej Rosyjskiego Kościoła Prawosławnego.

## Historia
Parafia prawosławna w Święcianach istnieje od 1842, jednak należąca do niej wolnostojąca cerkiew została wzniesiona dopiero w 1898 za pieniądze przekazane przez władze carskie oraz ze składek parafian. W 1928 przeszła kapitalny remont. Po II wojnie światowej w Święcianach pozostało tylko 158 prawosławnych, jednak w 1947 władze radzieckie zgodziły się na dalsze działanie parafii.
Cerkiew wpisano do rejestru zabytków 11 września 2007 r. pod nr 31430.

## Architektura
Cerkiew reprezentuje styl bizantyjsko-rosyjski, w rozplanowaniu przypomina wileńską cerkiew Znamieńską. Wejście do niej prowadzi przez ganek z ozdobnym baldachimem zwieńczonym kopułą z ażurowym krzyżem. Nad przedsionkiem znajduje się dzwonnica, również zakończona szeroką kopułą. Dalsze cztery kopuły położone są ponad nawą cerkwi, z rzędami półkolistych, ozdobnie obramowanych okien w bębnach. Cała cerkiew malowana jest w białe i niebieskie pasy. 
Wyposażenie wnętrza pochodzi z I połowy XX wieku.